# Dexia nigripes
Dexia nigripes là một loài ruồi trong họ Tachinidae.